# Шата Абдул Раззак Аббуси
Шата Абдул Раззак Аббуси — иракская активистка за права женщин. Как член Совета представителей Ирака и, в частности, член Иракского комитета по правам человека, она работала над принятием законодательства о правах человека. Она также вступила в группу активистов за права женщин The Pledge for Iraq.
Аббуси преподавала биологию и исламоведение, прежде чем заняться политикой. Перед войной в Ираке 2003 года ей запретили преподавать в любых государственных школах из-за отказа вступить в партию Баас, но после войны она смогла преподавать в государственной школе.
В 2007 году она получила Международную женскую премию за отвагу.